# Apuchtina
Apuchtina (ros. Апухтина) – wieś (dieriewnia) w Rosji, w obwodzie kurskim, w rejonie szczigrowskim. W 2010 liczyła 126 mieszkańców.